# أوديسا عزيون
أوديسا تسيون سيغال أدلون (بالإنجليزية: Odessa Zion Segall Adlon)‏، ولدت في 17 يونيو 2000 في لوس أنجلوس، هي ممثلة أمريكية. اشتهرت بدورها القيادي في دور جوي ديل ماركو في الجيش الكبير.
تشمل أفلامها هيلرايسر (2022).

## الحياة والتعليم
ولدت في 17 يونيو 2000 في لوس أنجلوس وأمضت أيضًا أجزاء من طفولتها في بوسطن ونويفاهرن، ألمانيا. ابنة المخرج فيليكس و. أدلون والممثلة باميلا أدلون والطفل الأوسط بين غيديون أدلون وفالنتين "روكي" أدلون. جده لأب هو صانع أفلام ألماني بيرسي أدلون وجدها لأمها كان الكاتب والمنتج الأمريكي دون سيغال، الذي ولد لعائلة يهودي. جدتها لأمها الإنجليزية ، في الأصل الأنجليكانية، تحول إلى اليهودية.
حضر مدرسة شارتر الثانوية للفنون.

## روابط خارجية
- أوديسا عزيون على موقع IMDb (الإنجليزية)
- أوديسا عزيون على موقع روتن توميتوز (الإنجليزية)
- أوديسا عزيون على موقع قاعدة بيانات الأفلام العربية
- أوديسا عزيون على موقع ألو سيني (الفرنسية)
- أوديسا عزيون على موقع ميوزك برينز (الإنجليزية)
- أوديسا عزيون على موقع أول موفي (الإنجليزية)
- أوديسا عزيون على موقع قاعدة بيانات الفيلم (الإنجليزية)